# Rhynchospora jubata
Rhynchospora jubata là loài thực vật có hoa trong họ Cói. Loài này được Liebm. miêu tả khoa học đầu tiên năm 1851.